# Festival di Berlino 1994
La 44ª edizione del Festival internazionale del cinema di Berlino si è svolta a Berlino dal 10 al 21 febbraio 1994, con lo Zoo Palast come sede principale. Direttore del festival è stato per il quindicesimo anno Moritz de Hadeln.
L'Orso d'oro è stato assegnato al film Nel nome del padre del regista irlandese Jim Sheridan.
L'Orso d'oro alla carriera è stato assegnato all'attrice Sofia Loren.
Per la prima volta in questa edizione, nella sezione "Kinderfilmfest" la Kinderjury ha assegnato gli Orsi di cristallo per il miglior lungometraggio e per il miglior cortometraggio.
Il festival è stato aperto da Piccolo Buddha di Bernardo Bertolucci ed è stato chiuso da Quel che resta del giorno di James Ivory, entrambi fuori concorso.
La retrospettiva di questa edizione è stata dedicata al cineasta austriaco naturalizzato statunitense Erich von Stroheim.

## Giurie

### Giuria internazionale
- Jeremy Thomas, produttore (Regno Unito) - Presidente di giuria[6]
- María Luisa Bemberg, regista e sceneggiatrice (Argentina)
- Susan Seidelman, regista (Stati Uniti)
- Carlo Lizzani, regista, sceneggiatore e storico del cinema (Italia)
- Hsu Feng, attrice e produttrice (Taiwan)
- Čyngyz Ajtmatov, scrittore (Kirghizistan)
- Morgan Freeman, attore (Stati Uniti)
- Hayao Shibata, produttore e distributore (Giappone)
- Wolfram Schütte, scrittore e critico cinematografico (Germania)
- Corinna Harfouch, attrice (Germania)
- Francis Girod, regista, sceneggiatore e attore (Francia)

### Kinderjury
Nella sezione Kinderfilmfest gli Orsi di cristallo per il miglior lungometraggio e per il miglior cortometraggio sono stati assegnati da una giuria composta da membri di età compresa tra 11 e 14 anni, selezionati dalla direzione del festival attraverso questionari inviati l'anno precedente.

## Selezione ufficiale

### In concorso
- Alles auf Anfang, regia di Reinhard Münster (Germania)
- Auf hoher See, regia di Imogen Kimmel (Germania)
- Al otro lado del túnel, regia di Jaime de Armiñán (Spagna)
- Balthazar, regia di Christophe Fraipont (Francia, Belgio)
- Der Blaue, regia di Lienhard Wawrzyn (Germania)
- Bob's Birthday, regia di David Fine e Alison Snowden (Canada, Regno Unito)
- Cari fottutissimi amici, regia di Mario Monicelli (Italia)
- Charachar, regia di Buddhadev Dasgupta (India)
- Drop, regia di Bruno Bozzetto (Italia)
- Els de davant, regia di Jesús Garay (Spagna, Francia)
- Exile, regia di Paul Cox (Australia)
- Fearless - Senza paura (Fearless), regia di Peter Weir (USA)
- Fight da faida, regia di Vincenzo Gioanola (Italia)
- Fragola e cioccolato (Fresa y chocolate), regia di Tomás Gutiérrez Alea e Juan Carlos Tabío (Cuba, Messico, Spagna, USA)
- Die Geschichten des O., regia di Angela Holtschmidt (Germania)
- Il giudice ragazzino, regia di Alessandro Di Robilant (Italia)
- God sobaki, regia di Semyon Aranovich (Francia, Russia)
- Die Gorgo, regia di Anri Kulev (Germania, Bulgaria)
- Hamu, regia di Ferenc Cakó (Ungheria)
- Huo hu, regia di Ziniu Wu (Hong Kong, Cina)
- Hwa-eomgyeong, regia di Jang Sun-woo (Corea del Sud)
- Ladybird Ladybird, regia di Ken Loach (Regno Unito)
- A magzat, regia di Márta Mészáros (Ungheria, Polonia)
- Nel nome del padre (In the Name of the Father), regia di Jim Sheridan (Irlanda, Regno Unito, USA)
- Pas très catholique, regia di Tonie Marshall (Francia)
- Philadelphia, regia di Jonathan Demme (USA)
- Revolver, regia di Stig Bergqvist, Martti Ekstrand, Jonas Odell e Lars Ohlson (Svezia)
- Sashko, regia di Mukola Kaptan (Ucraina)
- Smoking/No Smoking, regia di Alain Resnais (Francia, Italia, Svizzera)
- A Terceira Margem do Rio, regia di Nelson Pereira dos Santos (Francia, Brasile)
- Tre colori - Film bianco (Trois couleurs: Blanc), regia di Krzysztof Kieślowski (Svizzera, Francia, Polonia)

### Fuori concorso
- Abschied von Agnes, regia di Michael Gwisdek (Germania)
- Carlito's Way, regia di Brian De Palma (USA)
- Pagine sommesse (Tikhiye stranitsy), regia di Aleksandr Sokurov (Russia, Germania)
- Piccolo Buddha (Little Buddha), regia di Bernardo Bertolucci (Italia, Francia, Liechtenstein, Regno Unito)
- Quel che resta del giorno (The Remains of the Day), regia di James Ivory (USA, Regno Unito)
- Viaggio in Inghilterra (Shadowlands), regia di Richard Attenborough (Regno Unito)

### Proiezione speciale
- La ciociara, regia di Vittorio De Sica (Italia, Francia)

### Panorama
- 800 Two Lap Runners, regia di Ryūichi Hiroki (Giappone)
- Akt, regia di Aleksandr Rogozhkin (Russia)
- À la belle étoile, regia di Antoine Desrosières (Francia, Svizzera)
- Alice i Plasmalandet, regia di Magnus Carlsson e Jonas Odell (Svezia)
- All You Can Eat, regia di Michael Brynntrup (Germania)
- Angesichts ihrer fatalen Veranlagung scheidet Lilo Wanders freiwillig aus dem Leben, regia di Jörg Fockele (Germania)
- Anna: 6-18 (Анна: от 6 до 18), regia di Nikita Michalkov (Russia, Francia)
- Armand! Ma promenade!, regia di Marc Bodin-Joyeux (Francia)
- L'Articolo 2, regia di Maurizio Zaccaro (Italia)
- Avenue X, regia di Leslie McCleave (USA)
- Bopha!, regia di Morgan Freeman (USA)
- Buon compleanno Mr. Grape (What's Eating Gilbert Grape), regia di Lasse Hallström (USA)
- By the Dawn's Early Light, regia di Knud Vesterskov (Danimarca)
- Cancer in Two Voices, regia di Lucy Massie Phenix (USA)
- Carmelita Tropicana: Your Kunst Is Your Waffen, regia di Ela Troyano (USA)
- Carnival Moon, regia di Adrienne Berofsky (USA)
- Central Park, regia di Sande Zeig (USA)
- Cheung chin fuchai, regia di Jacob Cheung (Hong Kong)
- Chicks in White Satin, regia di Elaine Holliman (USA)
- Coming Out Under Fire, regia di Arthur Dong (USA)
- Dansaren, regia di Donya Feuer (Svezia)
- The Darker Side of Black, regia di Isaac Julien (Regno Unito)
- Dialogues with Madwomen, regia di Allie Light (USA)
- Dshazira, regia di Bako Sadykov (Tagikistan, Kazakistan)
- Eduard Shevardnadze-iz proshlovo v budushtseye, regia di Ivars Seleckis (Lettonia, Russia)
- Eesti esimene kodanik, regia di Mark-Toomas Soosaar (Estonia, Finlandia)
- Ekspres Informatsia, regia di Eldar Schengelaja (Georgia, Germania)
- Esperança, regia di Valter Neto (USA)
- Fino all'ultimo fuoco (Pao Da Shuang Deng), regia di Ping He (Cina, Hong Kong)
- Fire Eyes, regia di Soraya Mire (USA)
- Floundering, regia di Peter McCarthy (USA)
- Fresh Kill, regia di Shu Lea Cheang (USA)
- Gakko, regia di Yōji Yamada (Giappone)
- Giovanna d'Arco - Parte I: Le battaglie (Jeanne la Pucelle I - Les batailles), regia di Jacques Rivette (Francia)
- Giovanna d'Arco - Parte II: Le prigioni (Jeanne la Pucelle II - Les prisons), regia di Jacques Rivette (Francia)
- Girl from Moush, regia di Gariné Torossian (Canada)
- Go Fish, regia di Rose Troche (USA)
- Golpes a mi puerta, regia di Alejandro Saderman (Venezuela, Argentina, Cuba)
- Gozideh Tasvir Dar Doran-e Ghajar, regia di Mohsen Makhmalbaf (Iran)
- Grief, regia di Richard Glatzer (USA)
- Gut drauf, schlecht dran, regia di Lothar Lambert (Germania)
- Hate Mail, regia di Mark Sawers (Canada)
- The Heart of the Matter, regia di Amber Hollibaugh e Gini Reticker (USA)
- Heavy Blow, regia di Hoang A. Duong (USA)
- Hin helgu vé, regia di Hrafn Gunnlaugsson (Islanda, Svezia)
- Ifé, regia di H. Len Keller (USA)
- Im Bus, regia di Adolf Bollmann e C. Cay Wesnigk (Germania)
- Insalata russa (Okno v Parizh), regia di Yuri Mamin (Russia, Francia)
- The Jazz-Gallery, regia di Magnus Carlsson (Svezia)
- Köln ruft Kairo, regia di Vaclav Reischl (Germania)
- The Last Supper, regia di Daryl Hannah (USA)
- Machabbat beketi, regia di Talgat Temenov (Kazakistan)
- Mach die Musik leiser, regia di Thomas Arslan (Germania)
- M.A. Numminen Sings Wittgenstein, regia di Claes Olsson (Finlandia)
- Mavi Sürgün, regia di Erden Kiral (Germania, Grecia, Turchia)
- Maya, regia di Catherine Benedek (USA)
- Metzger Victor, regia di Ursula Steinwandel (Germania)
- La nage indienne, regia di Xavier Durringer (Francia)
- New Freedom, regia di Camera Obscura (USA)
- Night, Sweetie, regia di Andreas Struck (Germania)
- Noegne, regia di Molly Marlene Stensgaard (Danimarca)
- One Nation Under God, regia di Teodoro Maniaci e Francine Rzeznik (USA)
- One Way Ticket to Oblivion, regia di Colette Bothof (Paesi Bassi)
- Out of Sight, regia di David Sutherland (USA)
- Out: Stories of Lesbian and Gay Youth in Canada, regia di David Adkin (Canada)
- Ou Va Parandeh Hayash, regia di Farshad Fad (Iran)
- Passioni (Uvlecheniya), regia di Kira Muratova (Russia)
- Phoolan Devi - Rebellion einer Banditin, regia di Pepe Danquart e Mirjam Quinte (Germania)
- Priveste înainte cu mânie, regia di Nicolae Margineanu (Romania)
- Remembrance of Things Fast: True Stories Visual Lies, regia di John Maybury (Regno Unito)
- Rex Benny - Der Blindflug, regia di Frank Erftemeier (Germania)
- River of Grass, regia di Kelly Reichardt (USA)
- Rose Red, regia di Simon Pummell (Regno Unito)
- Sandra Bernhard: Confessions of a Pretty Lady, regia di Kristiene Clarke (Regno Unito)
- Secrets, regia di Colette Cullen e Sarah Myland (Regno Unito)
- Senkiföldje, regia di András Jeles (Ungheria)
- Seopyeonje, regia di Im Kwon-taek (Corea del Sud)
- Senza futuro (Federal Hill), regia di Michael Corrente (USA)
- Shilpi, regia di Nabyendu Chatterjee (India)
- Soldaten Soldaten, regia di Elfi Mikesch (Germania)
- Sto dney do prikaza, regia di Hussein Erkenov (Russia)
- Il suo fratello dell'animo (Mi hermano del alma), regia di Mariano Barroso (Spagna)
- Tango Tango, regia di Frans Buyens (Belgio)
- There We Are, John, regia di Ken McMullen (Regno Unito)
- Thick Lips Thin Lips, regia di Paul Lee (Canada)
- Il tiranno Banderas (Tirano Banderas), regia di José Luis García Sánchez (Messico, Cuba, Spagna)
- Total Balalaika Show, regia di Aki Kaurismäki (Finlandia)
- L'ultima seduzione (The Last Seduction), regia di John Dahl (Regno Unito)
- Vokzal - Bahnhof Brest, regia di Gerd Kroske (Germania)
- Waga jinsei saiaku no toki, regia di Kaizō Hayashi (Giappone, Taiwan)
- Woman of the Wolf, regia di Greta Schiller (USA)
- Zero Patience, regia di John Greyson (Canada, Regno Unito)

### Forum
- 92: Hak Mooi Gwai dui Hak Mooi Gwai, regia di Jeffrey Lau (Hong Kong)
- Ab nach Tibet!, regia di Herbert Achternbusch (Germania)
- Act of War - The Overthrow of the Hawaiian Nation, regia di Joan Lander e Puhipau (USA)
- L'albero, il sindaco e la mediateca (L'arbre, le maire et la médiathèque), regia di Éric Rohmer (Francia)
- Anna Zeit Land, regia di Christoph Hübner (Germania)
- Aus dem Zeitalter des Übermuts (Dichtung und Wahrheit), regia di Klaus Wyborny (Germania)
- The Bands, regia di Egon Humer (Austria)
- Der böhmische Knoten, regia di Pavel Schnabel (Germania)
- Bujany nugel, regia di Naidangin Nyamdawaa (Mongolia)
- Le ceneri di Pasolini, regia di Pasquale Misuraca (Italia)
- Criminal, regia di David Jacobson (USA, Germania)
- D'Est, regia di Chantal Akerman (Belgio, Francia, Portogallo)
- Diamond Queen, regia di Homi Wadia (India)
- Eizo ni yoru ofukushokan, regia di Slamet Rahardjo e Kōhei Oguri (Giappone, Indonesia)
- Les enfants illégitimes d'Anton Webern, regia di Lilia Ollivier (Francia)
- È tutto vero (It's All True), regia di Bill Krohn, Myron Meisel, Orson Welles, Richard Wilson e Norman Foster (Francia, USA)
- Fearless: The Hunterwali Story, regia di Riyad Vinci Wadia (India)
- Fong sai yuk, regia di Corey Yuen (Hong Kong)
- Friends, regia di Elaine Proctor (Regno Unito, Francia, Sudafrica)
- Giorni d'inverno (Dongchun de rizi), regia di Wang Xiaoshuai (Cina)
- Gowiin sereglee, regia di Ravjagiin Dorjpalam (Mongolia)
- Grande petite, regia di Sophie Fillières (Francia)
- Ha-Behirah V'Hagoral, regia di Tsipi Reibenbach (Israele)
- High Boot Benny, regia di Joe Comerford (Irlanda)
- In A Time Of Violence, regia di Brian Tilley (Sudafrica)
- In Darkest Hollywood: Cinema and Apartheid, regia di Peter Davis e Daniel Riesenfeld (Canada, USA)
- Jardines colgantes, regia di Pablo Llorca (Spagna)
- Jonas in the Desert, regia di Peter Sempel (Germania)
- Ladoni, regia di Artour Aristakisian (Russia, Moldavia)
- The Last Klezmer: Leopold Kozlowski, His Life and Music, regia di Yale Strom (USA)
- Das Leben des Jürgen von Golzow, regia di Barbara e Winfried Junge (Germania)
- Leningrad Cowboys Meet Moses, regia di Aki Kaurismäki (Finlandia, Germania, Francia)
- Living In Hillbrow, regia di Community Video School Johanne (Sudafrica)
- London, regia di Patrick Keiller (Regno Unito)
- Miss Frontier Mail, regia di Homi Wadia (India)
- More Time, regia di Isaac Mabhikwa (Zimbabwe)
- Nadzieja umiera ostatnia, regia di Halina Birnbaum (Polonia)
- The Neo-Fascist Trilogy: I. In the Valley of the Wupper, regia di Amos Gitai (Israele, Francia, Regno Unito, Italia)
- Nous, les enfants du xxème siècle, regia di Vitali Kanevsky (Francia, Russia)
- Pickled Punk, regia di Hideo Yamaoka (Giappone)
- Rejs, regia di Marek Piwowski (Polonia)
- Russian Luck (Russkoje stschastje), regia di Jurij Chascewatskij (Russia)
- Rwendo, regia di Farai Sevenzo (Regno Unito)
- Sachsenhausen, regia di Walter Krieg e Dieter Vervuurt (Germania)
- San bat liu ching, regia di Yee Tung-shing (Hong Kong)
- Satantango (Sátántangó), regia di Béla Tarr (Ungheria, Germania, Svizzera)
- Shackles, regia di N. Uranchimeg (Mongolia)
- Shi ba, regia di Ping Ho (Taiwan)
- Side by Side, Women against AIDS in Zimbabwe, regia di Peter Davis (Canada)
- Soyo, regia di Bayanzagane Baatar (Mongolia)
- Starting Place/Point de départ, regia di Robert Kramer (Francia)
- La strategia della lumaca (La estrategia del caracol), regia di Sergio Cabrera (Italia, Colombia, Francia)
- Syn Mongolii, regia di Ilya Trauberg (Unione Sovietica, Mongolia)
- Tai ji: Zhang San Feng, regia di Woo-Ping Yuen (Hong Kong)
- Tigrero: A Film That Was Never Made, regia di Mika Kaurismäki (Brasile, Finlandia, Germania)
- Le tombeau d'Alexandre, regia di Chris Marker (Francia, Finlandia)
- To Those Who Found No Graves, regia di Wilhelm Hein (Germania)
- Trekking to Utopia, regia di Michael Hammon (Sudafrica, Germania)
- Trentadue piccoli film su Glenn Gould (Thirty Two Short Films About Glenn Gould), regia di François Girard (Canada, Paesi Bassi, Portogallo, Finlandia)
- Tsuki wa dotchi ni dete iru, regia di Yōichi Sai (Giappone)
- Ulibambe Lingashoni - Hold Up The Sun di registi vari (Sudafrica)
- Umbrellas, regia di Henry Corra, Albert Maysles e Grahame Weinbren (USA)
- Les vivants et les morts de Sarajevo, regia di Radovan Tadic (Francia)
- The War Room, regia di Chris Hegedus e D. A. Pennebaker (USA)
- Will My Mother Go Back to Berlin?, regia di Micha X. Peled (USA)
- Wundbrand, regia di Didi Danquart e Johann Feindt (USA)
- Xuan lian, regia di He Jianjun (Cina)
- Youcef o la leggenda del settimo dormiente (Youcef), regia di Mohamed Chouikh (Algeria, Francia)
- Zuwuun zagyn bogd, regia di Luvsansharavyn Sharavdorsh e Zedendambaagin Zerendorsh (Mongolia)

### Kinderfilmfest/14plus
- Binke kan inte flyga, regia di Lennart e Ylva-Li Gustafsson (Svezia)
- Dream Express, regia di Jimmy T. Murakami (Regno Unito)
- Flyndra, regia di Øivind S. Jorfald (Norvegia)
- A gólyák mindig visszatérnek, regia di Tibor Puszt (Ungheria)
- Hagelbäcks matrast, regia di Johan Hagelbäck (Svezia)
- Kalle e gli angeli (Kalle och änglarna), regia di Ole Bjørn Salvesen (Norvegia, Svezia)
- Karakum, regia di Arend Agthe e Uzmaan Saparov (Germania, Turkmenistan)
- Lavanya Preeti, regia di Apurba Kishore Bir (India)
- Luzie taucht unter, regia di Barbara Kirchner e Alexandra Schatz (Germania)
- Musical Max, regia di Virginia Wilkos (USA)
- Nan o she'r, regia di Kiumars Poorahmad (Iran)
- No Worries, regia di David Elfick (Australia, Regno Unito)
- Ouchi, regia di Koji Yamamura (Giappone)
- Il pallone d'oro (Le ballon d'or), regia di Cheik Doukouré (Francia, Guinea)
- Poslednie kholoda, regia di Bulat Iskakov e Bolat Kalymbetov (Kazakistan)
- Sarahsarà, regia di Renzo Martinelli (Italia)
- S dobrim utram!, regia di A. Ushakov (Russia)
- Sipur Shematchil Belevaya Shel Nachash, regia di Dina Zvi-Riklis (Israele)
- Tscherwona tschaschetschka, regia di Constantin Baranov (Ucraina)
- The Very Quiet Cricket, regia di Andrew Goff (Regno Unito)
- Xing Yun Sou Suo, regia di Luo Xiaoling (Cina)
- Za zui zi, regia di Miaomiao Liu (Cina)

### Retrospettiva
- Alibi (L'alibi), regia di Pierre Chenal (Francia)
- Allarme a Gibilterra (Gibraltar), regia di Fёdor Ocep (Francia)
- La bambola del diavolo (The Devil-Doll), regia di Tod Browning (USA)
- I cinque segreti del deserto (Five Graves to Cairo), regia di Billy Wilder (USA)
- Come tu mi vuoi (As You Desire Me), regia di George Fitzmaurice (USA)
- The Crime of Doctor Crespi, regia di John H. Auer (USA)
- Il diavolo in calzoncini rosa (Heller in Pink Tights), regia di George Cukor (USA)
- Donne viennesi (Merry-Go-Round), regia di Rupert Julian (USA)
- Femmine folli (Foolish Wives), regia di Erich von Stroheim (USA)
- La fine della signora Wallace (The Great Flamarion), regia di Anthony Mann (USA)
- Fra due donne (Between Two Women), regia di George B. Seitz (USA)
- Fuoco a oriente (The North Star), regia di Lewis Milestone (USA)
- La grande illusione (La grande illusion), regia di Jean Renoir (Francia)
- Il gran Gabbo (The Great Gabbo), regia di James Cruze (USA)
- The Heart of Humanity, regia di Allen Holubar (USA)
- Illusioni (La foire aux chimères), regia di Pierre Chenal (Francia)
- L'imboscata (Pièges), regia di Robert Siodmak (Francia)
- I Was an Adventuress, regia di Gregory Ratoff (USA)
- Macao l'inferno del gioco (Macao, l'enfer du jeu), regia di Jean Delannoy (Francia)
- La mandragora (Alraune), regia di Arthur Maria Rabenalt (Germania Ovest)
- The Man You Loved to Hate, regia di Patrick Montgomery (USA, Regno Unito, Germania Ovest)
- Mariti ciechi (Blind Husbands), regia di Erich von Stroheim (USA)
- Menaces..., regia di Edmond T. Gréville (Francia)
- Il mondo crollerà (Le monde tremblera), regia di Richard Pottier (Francia)
- La morte è discesa troppo presto (L'envers du paradis), regia di Edmond T. Gréville (Francia)
- Old Heidelberg, regia di John Emerson (USA)
- La prigioniera dell'isola (La danse de mort), regia di Marcel Cravenne (Italia, Francia)
- Rapacità (Greed), regia di Erich von Stroheim (USA)
- La regina Kelly (Queen Kelly), regia di Erich von Stroheim (USA)
- Ritratto di un assassino (Portrait d'un assassin), regia di Bernard-Roland (Francia)
- Hello, sister!, regia di Alan Crosland, Erich von Stroheim, Raoul Walsh e Alfred L. Werker (USA)
- Gli scomparsi di Saint Agil (Les disparus de St. Agil), regia di Christian-Jaque (Francia)
- Screen Snapshots, regia di Harry Beaumont (USA)
- Il segnale rosso (Le signal rouge), regia di Ernst Neubach (Francia)
- La sfinge dell'amore (Friends and Lovers), regia di Victor Schertzinger (USA)
- Lo sguardo che uccide (The Mask of Diijon), regia di Lew Landers (USA)
- Sinfonia nuziale (The Wedding March), regia di Erich von Stroheim (USA)
- Souls for Sale, regia di Rupert Hughes (USA)
- Storm Over Lisbon, regia di George Sherman (USA)
- Sylvester, regia di Lupu Pick (Germania)
- Tempest, regia di Sam Taylor (USA)
- Tempeste (Tempête), regia di Dominique Bernard-Deschamps (Francia)
- L'ultima squadriglia (The Lost Squadron), regia di George Archainbaud (USA)
- Ultimatum, regia di Robert Wiene (Francia)
- The Unbeliever, regia di Alan Crosland (USA)
- Under Secret Orders, regia di Edmond T. Gréville (Regno Unito)
- La vedova allegra (The Merry Widow), regia di Erich von Stroheim (USA)
- Viale del tramonto (Sunset Blvd.), regia di Billy Wilder (USA)

## Premi

### Premi della giuria internazionale
- Orso d'oro per il miglior film: Nel nome del padre di Jim Sheridan
- Orso d'argento per il miglior regista: Krzysztof Kieślowski per Tre colori - Film bianco
- Orso d'argento per la migliore attrice: Crissy Rock per Ladybird Ladybird
- Orso d'argento per il miglior attore: Tom Hanks per Philadelphia
- Orso d'argento per il miglior contributo singolo: Alain Resnais per la regia di Smoking/No Smoking
- Orso d'argento per il miglior contributo artistico: God sobaki di Semyon Aranovich, per la rappresentazione dei nuovi destini nella Russia contemporanea
- Orso d'argento, gran premio della giuria: Fragola e cioccolato di Tomás Gutiérrez Alea e Juan Carlos Tabío
- Menzione d'onore:

Huo hu di Wu Ziniu, per la fotografia
Mario Monicelli, per la regia di Cari fottutissimi amici
Rosie Perez, per l'interpretazione in Fearless - Senza paura di Peter Weir
- Premio l'angelo azzurro: Il giudice ragazzino di Alessandro Di Robilant
- Orso d'oro per il miglior cortometraggio: Hamu di Ferenc Cakó
- Orso d'argento, premio della giuria (cortometraggi): Balthazar di Christophe Fraipont

### Premi onorari
- Orso d'oro alla carriera: Sophia Loren

### Premi della Children's Jury
- Orso di cristallo per il miglior film: No Worries di David Elfick
- Menzione speciale: Poslednie kholoda di Bulat Iskakov e Bolat Kalymbetov
- Orso di cristallo per il miglior cortometraggio: Binke kan inte flyga di Lennart e Ylva-Li Gustafsson

### Premi delle giurie indipendenti
- Peace Film Award: ex aequo Balagan di Andres Veiel e God sobaki di Semyon Aranovich
- Premio Caligari: Satantango di Béla Tarr
- Premio della giuria ecumenica:
  - Competizione: Ladybird Ladybird di Ken Loach
  - Forum: La strategia della lumaca di Sergio Cabrera
- Premio Wolfgang Staudte: Ladoni di Artour Aristakisian
- Premio Alfred Bauer: Hwa-eomgyeong di Jang Sun-woo
- Teddy Award:
  - Miglior lungometraggio: Go Fish di Rose Troche
  - Miglior documentario: Coming Out Under Fire di Arthur Dong
  - Miglior cortometraggio: Carmelita Tropicana: Your Kunst Is Your Waffen di Ela Troyano
  - Premio della giuria: Remembrance of Things Fast: True Stories Visual Lies di John Maybury
  - Premio del pubblico: Fragola e cioccolato di Tomás Gutiérrez Alea e Juan Carlos Tabío
  - Premio dei lettori di Siegessäule: Heavy Blow di Hoang A. Duong